# Plateau du Limon
Le plateau du Limon est un plateau basaltique français (planèze), situé dans les monts du Cantal, en Auvergne.

## Histoire
Le plateau était doté de nombreux cairns afin de servir de repères aux voyageurs pour relier Cheylade à Dienne.

## Activités

### Agriculture
90% de la surface du plateau est composée d'estives.

### Parapente
Le terrain de pratique Dienne Embec est un site de la Fédération française de vol libre créé en octobre 2012.